# トム・ステールス
トム・ステールス（Tom Steels、1971年9月2日- ）は、ベルギー、シント＝ヒリス＝ワース出身の元自転車競技（ロードレース）選手。

## 経歴
トマホークの異名を持ち、歴代のロード選手の中でも屈指のスプリンターとして名を馳せた。最盛期の1996年～2000年において、ツール・ド・フランスで区間通算9勝をはじめ、国内選手権・個人ロードを4回、ヘント〜ウェヴェルヘムを2回制するなど大活躍した。
数か国語を自在に操るインテリであるが、1997年のツールドフランスでゴールスプリント中に接触が相次ぎ、終いに進路を塞いだフレデリック・モンカッサン（フランス）にボトルを投げつけて失格処分を受けるなど血の気の多い一面も時折覗かせたが、翌年のツールドフランスでステージ４勝を飾り、汚名返上を示した。しかし選手生活の晩年には2年連続でシーズン開始直後に落車で重傷を負い前半戦を棒に振るなど不運に見舞われている。
2008年シーズンをもって引退した。甥のステイン・ステールスも自転車競技選手として活動中。
2012年より自身が選手時代に在籍したマペイの後継チームであるクイックステップのアシスタント・スポーツディレクターを務め、2020年からはスポーツディレクターとなった。しかし、2022年からはアシスタント・スポーツディレクターに配置転換されている。

## 主な戦績
- 1994年
  - ツール・ド・ラブニール 区間1勝
- 1995年
  - メモリアル＝リック・ファンステーンベルヘン 優勝
  - オランダ一周 区間1勝
- 1996年
  - オムロープ・ヘット・フォルク 優勝
  - ヘント〜ウェヴェルヘム 優勝
  - ブエルタ・ア・エスパーニャ 区間2勝
- 1997年
  -  ベルギー選手権 個人ロードレース優勝
  - パリ〜ニース 区間4勝
  - ツール・ド・ルクセンブルク 区間1勝
  - ツール・ド・スイス 区間1勝
- 1998年
  -  ベルギー選手権 個人ロードレース優勝
  - ツール・ド・フランス 区間4勝(1、12、18、21)
  - パリ〜ニース 区間2勝
- 1999年
  - ヘント〜ウェヴェルヘム 優勝
  - ツール・ド・フランス 区間3勝(2、3、17)
  - パリ〜ニース 区間1勝
  - デ・パンネ3日間 区間1勝
  - パリ〜ルーベ 3位
- 2000年
  - ツール・ド・フランス 区間2勝(2、3)
  - パリ〜ニース 区間1勝
  - デ・パンネ3日間 区間1勝
- 2001年
  - ドイツ・ツアー 区間1勝
- 2002
  -  ベルギー選手権 個人ロードレース優勝
  - ダンケルク4日間レース 区間1勝
  - カタルーニャ一周 区間1勝
- 2003年
  - エトワール・ド・ベセージュ 区間1勝
  - ツール・ド・ベルギー 区間1勝
  - オーストリア一周 区間1勝
- 2004年
  -  ベルギー選手権 個人ロードレース優勝
  - オーストリア一周 区間2勝
  - エトワール・ド・ベセージュ 区間1勝
  - ツール・ド・ルクセンブルク 区間2勝
- 2005年
  - エトワール・ド・ベセージュ 区間2勝
  - デ・パンネ3日間 区間1勝